# Artur Tort Nicolau
Artur Tort Nicolau (Tortosa, 30 d'abril de 1878 - Reus, 16 d'agost de 1950) va ser un metge i filatèlic català.
Llicenciat en Medicina per la Universitat de Barcelona el 1902, es va especialitzar en ginecologia. A començaments del segle XX va exercir a Tortosa i el 1914 es va traslladar a Reus. Vinculat ràpidament amb l'estament mèdic reusenc, publicava al Boletín de la Asociación de Médicos de Reus articles sobre problemes al postpart i sobre complicacions ginecològiques. A banda de la medicina, va ser una gran personalitat en el camp de la filatèlia. Tenia una de les millors col·leccions de segells antics d'Espanya, que li va permetre publicar en tres volums una Guía del coleccionista de sellos de correos de España, iniciant el primer volum el 1935, el segon volum va sortir el 1945 i el tercer el 1950. Emissió a emissió, l'obra ressegueix la filatèlia espanyola recollint reproduccions dels segells, colors, planxes, proves, retocs, mata-segells i marques, legislació i criteris per a la identificació de falsos postals. Aquesta obra va tenir un important ressò en els cercles filatèlics mundials i el 1948 li va ser concedida la prestigiosa Crawford Medal, guardó bianual de la Royal Philatelic Society de Londres, per al període 1947-1948. L'any 1934 havia fundat el Grup Filatèlic de Reus, entitat de la que n'era President d'Honor. Durant la guerra civil degut a la seva ideologia catòlica conservadora, va marxar de Reus i es va instal·lar a Cadaqués, però el metge d'allà el va denunciar i s'exilià a França, on va sobreviure durant dos anys amb la venda de només dos dels tres segells que s'havia emportat de la seva col·lecció. Tornat a Reus, va morir el 1950.